# Кудинов, Серафим Павлович
Серафим Павлович Кудинов (19 июля 1905 года, дер. Красноярка, Зырянская волость, Мариинский уезд, Томская губерния — неизвестно) — советский военный деятель, полковник (4 сентября 1942 года).

## Начальная биография
Серафим Павлович Кудинов родился 19 июля 1905 года в деревне Красноярка ныне Зырянского района Томской области.

## Военная служба

### Довоенное время
В августе 1924 года призван в РККА и направлен на учёбу в 25-ю Томскую пехотную школу, которая вскоре была передислоцирована в Омск и переименована в Омскую пехотную школу. После окончания учёбы в сентябре 1927 года и направлен в 143-й стрелковый полк в составе 48-й стрелковой дивизии (Московский военный округ), дислоцированный в Твери, где служил на должностях командира взвода, помощника командира и командира стрелковой роты, командира учебной роты и начальника полковой школы, командира батальона.
В феврале 1937 года назначен на должность командира батальона в составе 149-го стрелкового полка (5-я стрелковая дивизия, Белорусский военный округ), а в 1939 году — на должность начальника штаба 164-го стрелкового полка (55-я стрелковая дивизия), дислоцированного в Рыльске. В августе того же года полк был развёрнут в 113-ю стрелковую дивизию, а майор С. П. Кудинов был назначен начальником штаба этой же дивизии, которая сентябре 1939 года принимала участие в ходе похода Красной армии в Западную Белоруссию на барановичском направлении, а затем была передислоцирована на Карельский перешеек, где принимала участие в ходе советско-финской войны. С 15 января 1940 года находился в распоряжении Военного Совета 9-й армии (Северо-Западный фронт), действовавшей на ухтинском направлении. С февраля занимался обучением начсостава резерва армии.
В марте 1940 года назначен на должность начальника военного цикла Военно-политического училища в Брянске, а в марте 1941 года направлен на учёбу в Военную академию имени М. В. Фрунзе.

### Великая Отечественная война
14 ноября 1941 года досрочно выпущен из академии, после чего находился в распоряжении Главного управления кадров НКО и вскоре назначен на должность начальника штаба 62-й отдельной морской стрелковой бригады, формировавшейся в Уральском военном округе. В декабре бригада направлена на Западный фронт, где была включена в состав 1-й ударной армии, после чего принимала участие в ходе битвы за Москву. 2 января 1942 года в бою за деревню Теребетово (Лотошинский район, Московская область) С. П. Кудинов был ранен, но остался в строю. 2 февраля бригада была выведена в резерв Ставки Верховного Главнокомандования на доукомплектование и затем включена в состав в 27-й армии (Северо-Западный фронт), после чего вела боевые действия в районе Старой Руссы. 20 апреля подполковник С. П. Кудинов назначен на должность командира этой же 62-й морской стрелковой бригады, которая летом была передислоцирована на Закавказский фронт, где 25 августа была включена в состав 9-й армии Северной группы войск, после чего вела боевые действия в ходе битвы за Кавказ и Моздок-Малгобекской оборонительной операции. С 3 сентября 1942 года вела оборонительные бои в районе Вознесенская на рубеже Чумпаково, Чеченская балка, а с октября участвовала в ходе Нальчикско-Орджоникидзевской оборонительной операции.
9 декабря 1942 года назначен на должность заместителя командира 11-го стрелкового корпуса, который вёл боевые действия в ходе Северо-Кавказской и Краснодарской наступательных операций.
19 марта 1943 года назначен на должность командира 77-й стрелковой дивизии, ведшей бои в районе Крымской, однако 26 июня был освобождён от занимаемой должности, после чего находился в распоряжении Военного совета Северо-Кавказского фронта и 12 августа направлен на учёбу на ускоренный курс Высшей военной академии имени К. Е. Ворошилова, после окончания которого в январе 1944 года назначен на должность командира 89-й отдельной стрелковой бригады в составе 58-го стрелкового корпуса (Среднеазиатский военный округ), дислоцированной в городе Мешхед (Иран), однако 15 ноября был снят с занимаемой должности, после чего находился в распоряжении Венного Совета Закавказского фронта и Главного управления кадров НКО.
В январе 1945 года назначен на должность заместителя командира 222-й стрелковой дивизии, а 10 февраля — на должность заместителя командира 89-й стрелковой дивизии, которая вскоре принимала участие в ходе Берлинской наступательной операции.

### Послевоенная карьера
В июле 1945 года назначен на должность начальника отдела боевой подготовки штаба 8-й армии (Группа советских оккупационных войск в Германии).
Полковник Серафим Павлович Кудинов в октябре 1946 года вышел в запас.

## Награды
- Три ордена Красного Знамени (13.12.1942, 03.11.1944, 03.06.1945);
- Орден Отечественной войны 1 степени (06.04.1985);
- Орден Красной Звезды (12.04.1942);
- Медали.